# Тан Хонг Дьєн
Тан Хонг Дьєн (нід. Tan Hong Djien, нар. 12 січня 1916nbsp;— ?) — індонезійський футболіст, нападник.

## Життєпис
У 1938 році грав за індонезійський клуб Тіонг Хоа (Сурабая).
У 1934 році брав участь у Далекосхідних іграх у складі національної збірної Голландської Ост-Індії, у футболці якої зіграв 3 маті та відзначився 1 голом. Наприкінці травня 1938 року Тан Хонг був знову викликаний до національної збірної й відправився з командою в Нідерланди. Він був одним з сімнадцяти футболістів, яких головний тренер збірної Йоганнес Христоффел Ян ван Мастенбрук вибрав для підготовки до чемпіонату світу у Франції. У Нідерландах команда провела два товариських матчі проти місцевих клубів («ГБС Ден Гааг» та ГФК Гарлем).
На початку червня збірна вирушила на мундіаль, який став для Голландської Ост-Індії та Індонезії першим в історії. На турнірі команда зіграла одну гру, 5 червня 1938 року, в рамках 1/8 фіналу, в якій вона поступилася майбутньому фіналісту турніру Угорщині (0:6). Дьєн взяв участь у цьому матчі. Після повернення до Нідерландів, 26 червня, збірна провела товариський матч зі збірною Нідерландів на Олімпійському стадіоні в Амстердамі. Зустріч завершилася перемогою нідерландців з рахунком 9:2. У футболці національної збірної зіграв 5 матчів та відзначився 1 голом.
Його старший брат Тан Мо Хенг (1913), також виступав на чемпіонаті світу 1938 на позиції воротаря.